# Аллан, Элизабет
Элизабет Аллан (англ. Elizabeth Allan; 9 апреля 1910 — 27 июля 1990) — британская актриса, которая снималась в Англии и США на протяжении четверти века и появилась в 50 фильмах.

## Биография
Элизабет Аллан родилась в 1910 году в семье доктора. Была младшей из шести детей. Дебютировала на сцене в 17 лет. Спустя четыре года дебютировала в кино. В 1932 году вышла замуж за Уилфреда Д. О'Брайена.

## Фильмография
| Год  |   | Русское название      | Оригинальное название                                                                        | Роль          |
| ---- | - | --------------------- | -------------------------------------------------------------------------------------------- | ------------- |
| 1931 | ф | Алиби                 | Alibi                                                                                        | Урсула Браун  |
| 1931 | ф | Чёрный кофе           | Black Coffee                                                                                 | Барбара Эмори |
| 1932 | ф | Китайская головоломка | The Chinese Puzzle                                                                           |               |
| 1935 | ф | Дэвид Копперфильд     | The Personal History, Adventures, Experience, & Observation of David Copperfield the Younger | мать Дэвида   |
| 1935 | ф | Знак вампира          | Mark of the Vampire                                                                          | Ирен          |
| 1936 | ф | Дама с камелиями      | Camille                                                                                      | Нишетт        |